# Demetra
Demetra je v grški mitologiji boginja setve in poljedelstva.
Je zavetnica zakona in otrok, Zevsova ljubica ter hči Kronosa in Ree. Zaradi svojega pomena za blaginjo Grkov je Demetra eno najbolj čaščenih božanstev, še posebej med poljedelci. Enaka je rimski boginji Cereri.

## Perzefona
Demetra je Zevsu rodila hčer Perzefono, imenovano tudi Kore (deklica). Nekega dne se je Perzefona igrala na travniku, ko je iz zemlje pridrvel Had in deklico ugrabil. Ko je vsevidni bog Helios Demetri povedal kaj se je zgodilo, je le-ta od Zevsa zahtevala naj Perzefono vrne med žive. Zevs je bil Demetri pripravljen ugoditi, ampak samo v primeru, da Perzefona v podzemlju ni ničesar jedla. Had pa se je v tem času že poročil s Perzefono in ji dal jesti granatno jabolko zaradi česar je bila priklenjena na podzemlje.
Ker je užaloščena Demetra začela zanemarjati svoje božanske dolžnosti in ni več skrbela za zemljo ter rast hrane, je nastopila huda lakota. Zevs je uvidel, da bodo ljudje propadli in s Hadom sklenil kompromis - Perzefona bo spomladi in poleti pri materi, jeseni in pozimi pa pri Hadu. Iz tega izhaja razlaga za menjavanje letnih časov.

## Čaščenje Demetre
V Elevzini, ki se nahaja blizu Aten so ji postavili svetišče. V tem kraju je bil tudi najbolj razširjen kult Demetre in Perzefone. Njima v čast so enkrat letno prirejali igre imenovane elevzinski misterij, ki so častili zgodbo o ugrabitvi Perzefone.
Najpomembnejše Demetrino svetišče je bilo v Elevzini, kjer so Demetro še posebej častili.